# Sam Moore
Samuel David Moore (Miami (Florida), 12 oktober 1935 – Coral Gables (Florida), 10 januari 2025) was een Amerikaanse soulzanger, die van 1961 tot 1981 lid was van de soul- en r&b-groep Sam & Dave. Hij is lid van de Rock and Roll Hall of Fame, de Grammy Hall of Fame (voor Soul Man) en de Vocal Group Hall of Fame.

## Biografie
Moore is vooral bekend van zijn werk als Sam van het soulmuziekduo Sam & Dave, waar hij de hogere tenorstem was. Moore trad op in concerten, variërend van het 40-jarig jubileumfeest van Atlantic Records in 1988 tot het New Orleans Jazz Festival en de SXSW Music Industry-conferentie in 2006. Moore heeft ook opgetreden op verschillende locaties, variërend van het eerbetoon voor Elvis Presley in 1994 tot de Grammy Awards 2006 eerbetoon aan Wilson Pickett, en de Kennedy Center Honors in 2006 voor Smokey Robinson. Moore werkte ook samen met andere beroemde artiesten, waaronder Conway Twitty, Bruce Springsteen, Don Henley, Elton John, Phil Collins, Lou Reed en anderen, tijdens verschillende live en opgenomen uitvoeringen. Muziekcriticus Dave Marsh, een goede vriend van Moore en de redacteur en co-auteur van Moore's boek, noemde Sam Moore in 2002 'The Greatest Living Soul Singer'. In 2006 ontving Moore een MOBO-prijs (Music of Black Origin) in het Verenigd Koninkrijk.

### Sam & Dave-jaren
Sam Moore en Dave Prater waren allebei ervaren zangers van gospelmuziek, die individueel optraden met de bands Sensational Hummingbirds en Melionaires. Ze ontmoetten elkaar in The King of Hearts Club in Miami in 1961, waar ze werden ontdekt door de regionale producent Henry Stone, die hen contracteerde bij Roulette Records. Na een bescheiden succes bij Roulette, werden ze in 1964 door Jerry Wexler gecontracteerd door Atlantic Records, waarna ze werden uitgeleend aan Stax Records om hun platen te produceren, op te nemen en uit te brengen.
Met de single You Don't Know Like I Know van november 1965 van het duo begon een reeks van tien opeenvolgende top twintig Billboard r&b-hits, waaronder Hold On! I'm Comin (1966), You Got Me Hummin (1966), When Something Is Wrong with My Baby (1967), Soul Man (1967) en I Thank You (1968). De meeste van hun hits zijn geschreven door Isaac Hayes en David Porter. In de meeste opnamen werden ze ook ondersteund door Hayes op piano met Booker T. & the MG's en The Memphis Horns. Sam & Dave traden het grootste deel van de jaren 1970 tot 1981 op en genoten een korte heropleving in populariteit dankzij de opname van Soul Man in 1979 door The Blues Brothers. Hun laatste optreden samen was op 31 december 1981 in het Old Waldorf in San Francisco. Op 9 april 1988 stierf Prater bij een auto-ongeluk in Sycamore (Georgia).

### Solocarrière
Moore begon zijn solocarrière na het breken met Prater in juni 1970 en kreeg een aanbod om verschillende singles op te nemen met Atlantic Records in 1970 en 1971. Deze singles, samen met andere opnamen gemaakt in die periode, zouden worden uitgebracht op een album, geproduceerd door King Curtis. In augustus 1971 werd King Curtis echter vermoord en werd het album op de plank gelegd. Moore kwam weer bij elkaar met Prater in augustus 1971 en de twee traden en namen het volgende decennium samen op. Moore toerde met andere soulartiesten, waaronder Wilson Pickett in Europa in het voorjaar van 1982, waar hij trouwde met zijn vrouw Joyce McRae. Ze hielp Moore tijdens deze periode een langdurige strijd met drugsverslaving te overwinnen, die het paar later in detail besprak in Moore's boek Sam & Dave - An Oral History, geschreven in samenwerking met Dave Marsh en gepubliceerd in 1997. Moore ging niet alleen met zijn verslaving naar buiten in 1983, maar werd ook een sterke voorstander van drugsbestrijding en werkte als vrijwilliger voor antidrugsprogramma's. McRae werd en is momenteel ook zijn zaakvoerder en heeft samen met Sam gepleit voor kunstenaarsrechten, royalty's en pensioenbetalingen.
Moore beweerde later dat het moeilijk voor hem was om vast werk te vinden gedurende een groot deel van de jaren 1980, omdat boekers Sam & Dave wilden en Moore een soloartiest wilde worden. Bovendien huurde Prater in 1982 Sam Daniels in om de Sam-partij voor de Sam & Dave-act uit te voeren en zo, volgens Moore, beperkte hij zijn kansen om als soloartiest te spelen. Moore vervolgde Prater legaal om te stoppen met optreden onder zijn naam en slaagde erin een bevel te krijgen tegen hen, die in een paar individuele steden en provincies optraden. Er is echter geen nationale wet die bands verbiedt om bekend te maken of ze originele artiesten waren of niet. Moore richtte de organisatie Artists and Others Against Imposters op en getuigde voor het Congres over dit onderwerp in 1989. In 1984 trad Moore op op het Don Henley-album Building the Perfect Beast op het nummer You Must Not Be Drinkin' Enough. In 1986 nam Moore opnieuw Soul Man op met Lou Reed voor de film met dezelfde naam. Het nummer bereikte #30 in de Britse singleschart. In april 1988 trad Moore toe tot de Elwood Blues Revue, met Dan Aykroyd en The Blues Brothers Band.
Moore verscheen met Junior Walker in de film Tapeheads uit 1988, waarin Moore en Walker te zien waren als het legendarische soulduo The Swanky Modes. Sam verscheen later dat jaar op Late Night with David Letterman met Junior Walker en zong het nummer Ordinary Man uit de film. Hun koppeling was opmerkelijk, want het was een van de weinige gevallen waarin artiesten uit de Motown & Stax-kampen samen optraden of opnamen maakten.
1990-2000
In 1990 toerde Moore door Europa met Booker T. & The MG's, Carla Thomas en Eddie Floyd. Een van deze uitvoeringen, van het Monaco Soul Festival, werd op film vastgelegd en uitgezonden in Frankrijk. In 1991 nam Moore verschillende nummers op Red, Hot & Blues op met de officiële en enthousiaste bluesman Lee Atwater van de Republikeinse Partij. Moore ontving ook een Pioneer Award van de Rhythm & Blues Foundation in 1991 als erkenning voor zijn levenslange bijdragen. Moore en Prater (postuum) werden op 15 januari 1992 opgenomen in de Rock and Roll Hall of Fame en Moore nam Hayes en Porter mee op het podium tijdens de ceremonie om de bijdragen van zijn voormalige songwriting en producerende partners te erkennen. Hij bracht ook David Prater jr. (de oudste zoon van Dave) naar de ceremonie om zijn voormalige zangpartner te erkennen. Kort na de inductie kondigde Moore plannen aan om een solo-lp op te nemen, met duetten met Bruce Springsteen, Phil Collins en anderen. In 1992 nam Moore verschillende nummers op met Springsteen voor zijn Human Touch-album. Moore had in 1994 ook een hit met het Conway Twitty-duet Rainy Night In Georgia.
Moore bleef door de jaren 1990 toeren. Hij bracht I'm a Dole Man uit in 1996, met de tekst Soul Man herschreven, voor presidentskandidaat Bob Dole om te spelen op kiezersbijeenkomsten. De eigenaren van de publicatierechten van Soul Man waren het niet eens met de bewering dat het een eerlijk gebruik van het nummer was als een parodie en dwongen de campagne om het niet meer te gebruiken. In 1998 verscheen Moore in de film Blues Brothers 2000 als de dominee Morris, die een kinderdroom vervulde om predikant te zijn en John the Revelator zong. In 1999 werd Soul Man opgenomen in de Grammy Hall of Fame om tijdloze klassiekers te erkennen.
2000-2010
In 2002 kwam het soloalbum van Moore, opgenomen in 1971 maar nooit uitgebracht, eindelijk in de platenwinkels. Plenty Good Lovin', geproduceerd door King Curtis en met Aretha Franklin op piano, kreeg een viersterrenrecensie van USA Today. In 2002 speelde Moore in de door D. A. Pennebaker geregisseerde documentaire Only the Strong Survive (Miramax). De film was een selectie van zowel de filmfestivals van Cannes als van het Sundance Film Festival in 2002. In de film beschrijft Moore zijn eerdere drugsgebruik. In 2003 werd het Stax Museum geopend in Memphis (Tennessee) en Sam & Dave komen prominent voor in de film, gemaakt voor het museum Soulsville en worden geëerd met een permanente wand- en videodisplay. In december 2004 noemde het tijdschrift Rolling Stone Soul Man als een van de 500 beste liedjes aller tijden en Moore was een gastartiest bij de 2003 Asbury Park kerstshows van Bruce Springsteen. Ditzelfde jaar was Moore te zien in een aflevering van de Legends Rock TV Show, geproduceerd door Megabien Entertainment. Op 29 augustus 2006 bracht Moore zijn eerste soloalbum Overnight Sensational uit, geproduceerd door Randy Jackson en met Sting, Mariah Carey, Bruce Springsteen, Jon Bon Jovi, Fantasia en 20 andere gaststerren (geproduceerd met en beschikbaar op Rhino Records). Het album kreeg een aantal positieve recensies, met name voor het nummer You Are So Beautiful, met Moore, Billy Preston en Eric Clapton, die een Grammy Award-nominatie kregen.
In 2008 stuurde Moore een ophoudingsbrief naar de Barack Obama-campagne om het gebruik van zijn materiaal bij bijeenkomsten voor Obama's presidentiële campagne te stoppen. In januari 2009 trad Moore op met Sting en Elvis Costello op het presidentiële inaugurele bal van de Creative Coalition voor Barack Obama. In december 2008 werd Sam & Dave: The Original Soul Men DVD uitgebracht in de Verenigde Staten, met video-uitvoeringen van Sam & Dave van 1966-1980. In februari 2009 diende Moore een aanklacht in tegen Bob en Harvey Weinstein, de producenten van Soul Men, een komedie met Bernie Mac in de hoofdrol, waarin hij beweerde dat de film gebaseerd was op de carrières van Sam & Dave. Tijdens het 25-jarig jubileumconcert van de Rock & Roll Hall of Fame, gehouden in Madison Square Garden op 29 en 30 oktober 2009, speelde Hall of Fame-inductee (1992) Sam Moore de Sam & Dave-hits Soul Man en Hold On, I'm Comin met Bruce Springsteen en de E Street Band.
2010-2020
Op 22 november 2013 trad Moore op in de Bridgestone Arena in Nashville, tijdens het eerbetoonconcert voor George Jones. Op 4 april 2014 bracht Sam Moore They Killed a King uit, een eerbetoon aan Dr. Martin Luther King jr. (1929-1968). Moore nam het nummer van 17-18 januari 2014 opnieuw op in de Royal Studios in Memphis, Tennessee, samen met Charles Hodges, Leroy Hodges, Steve Potts en Lawrence 'Boo' Mitchell. Het nummer is gearrangeerd door Lester Snell. Het werd in mei 1968 geschreven door Bobbejaan Schoepen en Jimmy James Ross (ook bekend als Mel Turner). Na vier decennia werd het lied herontdekt. Op 19 januari 2017 zong Moore een vertolking van America the Beautiful tijdens het inaugurele concert van president Donald Trump in Washington D.C.. Voorafgaand aan zijn optreden verklaarde Moore dat hij vereerd was om deel uit te maken van de ceremonie en niet zou toegeven aan de druk van linkse activisten om zijn optreden te annuleren. Op 1 september 2017, 81 jaar oud, trad Moore live op in de Royal Albert Hall BBC Proms met Jools Holland en zijn Rhythm & Blues Orchestra in een eerbetoonconcert aan 50 jaar Stax Records, synoniem voor Southern Soul-muziek.
Moore overleed op 10 januari 2025 op 89-jarige leeftijd na een operatie.

## Discografie

### Singles
- 2006:	I Can't Stand the Rain

### Uitgelichte singles
- 1994:	Rainy Night in Georgia Conway Twitty

### Studioalbums
- 2006: Overnight Sensational (cd/download, Rhino Records)

### Vakantiealbums
- 1998: Papa Soul's Christmas (cd/cassette, MSH Music)
- 1998: This Christmas (cd/cassette, MSH Music)

### Muziekvideo's
- 1994:	Rainy Night in Georgia (met Conway Twitty)

- Bibsys: 7053826
- Biblioteca Nacional de España: XX5691103
- Bibliothèque nationale de France: cb13946795v (data)
- Gemeinsame Normdatei: 121249697
- International Standard Name Identifier: 0000 0000 8100 0301
- Library of Congress Control Number: n91053938
- MusicBrainz: 868114f1-906b-4926-9daa-3bb046d0ea06
- Nationale Bibliotheek van Tsjechië: xx0124017
- Nederlandse Thesaurus van Auteursnamen: 172067502
- Réseau des bibliothèques de Suisse occidentale: 02-A017970667
- SNAC: w6wd4czn
- Virtual International Authority File: 20532688
- WorldCat: E39PBJvmPMJ4dCggkGJrrxqhHC